# 白茄苳樹傳說
白茄苳樹傳說是台灣原住民邵族的傳說故事。白茄苳樹庇佑著邵族人，並與邵族人共生共榮，可以說是邵族人的守護神與精神象徵。對於邵族人來說，白茄苳樹的繁茂與否，意味著自身族群發展的狀況。因此，白茄苳樹的傳說，可以說是應驗了邵族的族運。

## 故事大綱
邵族的祖先定居日月潭後，在拉魯島水邊的白茄苳樹下立誓定居於此，並祝願族勢如這顆茄苳樹一樣茁壯，茄苳樹每萌生一片新葉，即代表族中又新添一名壯丁。此後，邵族人確實在日月潭周遭的水沙連地區闖盪出一片天地，然而，漢人覬覦日月潭附近的土地逐漸入侵，雙方爆發了激烈的戰鬥，在茄苳樹的庇佑下，邵族人戰無不勝。無計可施的漢人首領，探聽到樹王的靈驗，派人暗中用斧頭將樹砍斷，但無論破壞的多嚴重，第二天茄苳樹仍完好如初。後來漢人首領在夢中得到指點，以白茄苳樹的剋星「獠牙精」鋸子鋸倒茄苳樹，又唯恐其復原，再用長銅釘釘住了樹根，並潑上黑狗血，以大銅蓋蓋住主幹的樹莖。
茄苳樹被徹底破壞後，邵族的勢力開始走下坡，接著又連續遭遇大瘟疫，傷心及驚恐之餘只得放棄了拉魯島，分散到周遭各地謀生路。從此邵族就不再是水沙連地區的霸主了。

## 白茄苳樹王與英雄石松咬味
相傳康熙年間，日月潭東北一夕長出了巨大的白色茄苳樹，刀斧不能入，被邵族人尊為神木。道光年間，神木投胎於邵族婦女，生下一男孩狀貌魁偉，被推為酋長，號曰松咬味。一日，松咬味目睹青龍戲水，拾得一石印，遂以石為姓。稱石松咬味。
當時霧社與萬岱社人常常出草埔里及水社一帶，石松咬味於是召集各社頭目，率領群蕃遠征霧社。萬岱社頭目詐降，於和解的酒宴中下毒謀害水社人，石松咬味等人於逃走途中躲進樹洞中，才以弓箭擊退追兵生還。次日，石松咬味率人反攻，打敗萬岱社凱旋而歸，接受諸社恭賀，從此茄苳樹王之名號威名遠播。

## 分析
從白色茄苳樹衍伸出的兩個傳說故事，可以說是分別代表著邵族興盛與衰落的兩個階段。雖然定居日月潭的時間尚有爭議，但從史料中可以發現，自從康熙年間以來邵族在水沙連地區已擁有龐大的勢力。水沙連六社之中，包含石松咬味之水社在內，其中四社屬於邵族，眉社則為泰雅族。而在水沙連更北的地區，亦有屬泰雅族之北港番之勢力。因此，邵族與泰雅族因地域關係而產生諸多互動，並為爭奪勢力範圍而相互攻殺，在歷史上確有其事。不過，目前並無確切的資料確認此傳說的真實性。
而茄苳樹王被砍伐及邵族的勢力衰退，也與歷史發展相符。自從漢人勢力開始入墾水沙連地區後，邵族及與其不斷產生衝突。雙方先後經歷了1725－1726年（雍正三年－四年）的骨宗事件（或稱水沙連之役）及1814－1815年（嘉慶十九－二十年）的郭百年事件兩次大規模衝突，邵族從此勢力大衰。而傳說中漢人以黑狗血等消滅白色茄苳樹，明顯具有漢人文化的色彩，可以看成漢人文化壓迫到邵族文化的具體象徵。
此外，此兩則傳說亦有不同版本，內容彼此間有若干差異，其中亦包含骨宗為茄苳樹精，疑似即為石松咬味的版本。由此可見此兩則傳說之間，也存在著相互融合採借的現象。